# Роббинс, Мел
Мелани Роббинс (урожденная Шнеебергер ; 6 октября 1968 г.) — американский юрист, телеведущая, писатель и мотивационный оратор. Освещала судебный процесс над Джорджем Циммерманом для CNN. Получили известность ее выступление на TEDx «Как перестать накручивать себя» и книги «The 5 Second Rule» и «The High 5 Habit».

## Ранние годы и образование
Родилась в Канзас-Сити, штат Миссури и выросла в Северном Маскигоне, штат Мичиган. Училась в Дартмутском колледже. В 1994 году получила степень доктора юридических наук на юридическом факультете Бостонского колледжа.

## Карьера
До того, как поступить в CNN в качестве юридического аналитика, работала адвокатом по уголовным делам и вела шоу Мел Роббинс на Cox Media Group, Monster In-Laws A&amp;E, и Someone's Gotta Go на канале Fox.
В 2011 году опубликовала книгу «Stop Saying You're Fine: Discover a More Powerful You». Прочла лекцию TED в Сан-Франциско о психологическом приеме, который назвала «правилом пяти секунд». Это выступление набравшее более 20 миллионов просмотров на YouTube (на август 2019) ,  положило начало карьере публичных выступлений Роббинс.
28 февраля 2017 года выпустила свою вторую книгу «The 5 Second Rule: Transform Your Life, Work, and Confidence with Everyday Courage». Книга заняла первое место по популярности на Audible и шестое на Amazon в классе научно-популярной литературы.
Сотрудничала с Audible,  выпустив программы Kick Ass with Mel Robbins и Take Control of Your Life.
В 2014 году получила премию Грейси  за произведения документальной литературы.

## Личная жизнь
В 1996 году вышла замуж за предпринимателя Кристофера Роббинса. У них трое детей.

## Избранные работы
- Stop Saying You’re Fine: Discover a More Powerful You. Harmony, 2011. Also published with the subtitle The No-BS Guide to Getting What You Want.
- The 5 Second Rule: Transform Your Life, Work, and Confidence with Everyday Courage. Savio Republic, 2017.
- The High 5 Habit: Take Control of Your Life with One Simple Habit. Hay House, Inc. 2021[a].